# Morhad Amdouni
Morhad Amdouni, född 21 juni 1988 i Porto-Vecchio, är en fransk medel- och långdistanslöpare.

## Karriär
I augusti 2018 vid EM i Berlin tog Amdouni guld på 10 000 meter efter att ha sprungit i mål på 28 minuter och 11,22 sekunder. Som 30-åring var det Amdounis första stora internationella titel och han blev den första fransmannen att bli Europamästare i disciplinen. Amdouni blev även den första fransmannen att ta en EM-medalj på 10 000 meter efter Alain Mimoun som tog silver 68 år tidigare. Han tog sedan även brons på 5 000 meter och blev endast besegrad av de norska bröderna Jakob och Henrik Ingebrigtsen.
Vid OS i Tokyo 2021 slutade Amdouni på 17:e plats i herrarnas maraton. Han anklagades dock för sabotage i loppet efter att ha vält ut en rad med vattenflaskor vid en vätskestation, men försvarade sig sedan med att flaskorna var dränkta i vatten och hala. Amdouni tävlade även på 10 000 meter och slutade på 10:e plats.
I april 2022 vid Marathon de Paris satte Amdouni ett nytt franskt rekord i maraton med en tid på 2 timmar, 5 minuter och 22 sekunder och slog då Benoît Zwierzchiewskis 19 år gamla rekord.